# Вимеркате
Вимеркате (итал. Vimercate) је насеље у Италији у округу Монца и Бријанца, региону Ломбардија.
Према процени из 2011. у насељу је живело 22727 становника. Насеље се налази на надморској висини од 197 м.

## Становништво
| 1931.  | 1936.  | 1951.  | 1961.  | 1971.  | 1981.  | 1991.  | 2001.  | 2011.  |
| ------ | ------ | ------ | ------ | ------ | ------ | ------ | ------ | ------ |
| 11.448 | 11.786 | 12.868 | 13.715 | 18.673 | 23.346 | 25.767 | 25.536 | 25.309 |